# Língua lakoya
Lokoya é uma língua Nilótica Oriental falada por cerca de 12.400 pessoas das etnias Irya, Owe e Nguleretanani do Sudão do Sul. Já foi chamada de diversos outros nomes tais como Ellyria, Koyo, Loirya, Lokoiya, Lokoja, Loquia, Lowoi, Oirya, Owoi, Oxoriok.

## Classificação
Lokoya foi classificado como membro do ramo Nilótico oriental de Nil-oticas, no sub-agrupamento Sudanês oriental das Nilo-saarianas. Dentro das orientais, Lokoya é considerado parte do grupo de língua de Lotuko, ramo de Lotuko-Maa de Teso-Lotuko-Maa (também referido como as línguas não Bari). Outros membros do grupo lingüístico Lotuko incluem a própria Lotuko, Lopit, Dongotono, Lango do Sul. Falado em regiões vizinhas de Sudão do Sul. Dessas línguas, Lotuko é a mais parecida com Lokoya, com um estudo comparativo mostrando 64,5% de semelhança lexicá entre as duas. O mesmo estudo mostrou 57,4% de semelhança léxica entre Lokoya e Lopit, e 56,5% de similaridade entre Lokoya e Dongotono. Na literatura mais antiga sobre Lokoya e línguas relacionadas havia muita confusão sobre o nome das língua se das pessoas, e também se nomes diferentes se referiam ao mesmo grupo ou a grupos diferentes. Por exemplo, Oxoriok foi inicialmente acreditado para ser um grupo distinto ao Lokoya, Mas há outros relatos que afirmam que esse era de fato um nome usado nos tempos anteriores, e o nome Lokoya, derivado de um apelido usado pelos Baris, deslocou o nome Oxoriok.

## Geografia
A língua Lokoya é falada pelo povo Lokoya, que vive no terreno montanhoso e nos vales a leste de Juba, Sudão do Sul. A área dos Lokoyas inclui um número de vilas diferentes; No oeste, Liria, Langabu, Ngangala, Ngulere e Ilyangari, e no leste, o Lobuhi, Pura, Losok, Lohira, Lohilo, Ohwa, Hojobi, Oyata, Langairo e Ofiriha. Há uma estimativa de 12.400 falantes da língua, sendo uma língua ameaçada de extinção. Note-se que não existem falantes monolíngües, sendo que 100% dos falantes Lokoya também falam Lotuko.  No entanto, o número de pessoas da etnia Lokoya pode ser de até 30.000.

## Escrita
O alfabeto latino usado pelo Lakoya não apresenta as letras H, L, Q, V, Z mas usa as formas pp, tt, ww, yy, Ny e Ŋ.

## Fonologia
Houve pouquíssimas pesquisas sobre Lokoya, mas algumas observações fonológicas e morfológicas tentativas podem ser encontradas em Vossen (1982), com base em dados de lista de palavras coletados na década de 1970. Vossen observa que os dados são muito limitados para tirar conclusões seguras. Ele observou que os inventários de fonemas de Lokoya, Dongotono e Lopit eram semelhantes o suficiente para serem tratados em conjunto, e forneceu um inventário de consoantes para as três línguas juntas, representadas na tabela abaixo.

### Consoantes
|             | Labial | Labial | Labiodental | Labiodental | Dental | Dental | Alveolar | Alveolar | Palatal | Palatal | Velar | Velar | Glotal | Glotal |
| ----------- | ------ | ------ | ----------- | ----------- | ------ | ------ | -------- | -------- | ------- | ------- | ----- | ----- | ------ | ------ |
| Nasal       |        | m      |             |             |        |        |          | n        |         | ɲ       |       | ŋ     |        |        |
| Oclusiva    | p      | b      |             |             | t̪      | d̪      | tː       |          | c       | ɟ       | k     | g     | (ʔ)    |        |
| Oclusiva    | (pː)   |        |             |             |        |        |          |          |         |         |       |       |        |        |
| Fricativa   | (ɸ)    |        | (f)         |             |        |        | s        |          |         |         | (x)   |       |        |        |
| Lateral     |        |        |             |             |        |        |          | l        |         |         |       |       |        |        |
| Rótica]     |        |        |             |             |        |        |          | r        |         |         |       |       |        |        |
| Aproximante |        | w      |             |             |        |        |          |          |         |         |       | j     |        |        |
| Aproximante |        | wː     |             |             |        |        |          |          |         |         |       | jː    |        |        |

A oclusiva palatal sonora / ɟ / é descrita como implosiva (/ ʄ /). Vossen também observa que / b / é intercambiável com implosivo [ɓ], e / d / é permutável com implosivo [ɗ]. Em Lokoya, / p / é substituído por [f] ou [v] entre “esses” (s). Medial geminada / pː / tem sido observada em alguns casos, mas não é claro se é contrastiva ou não. / k / é normalmente substituído por [ɣ] entre “esses” (s), mas também pode ser substituído por [x] ou [h]. No entanto, em certos ambientes / k / é mantido. A oclisiva glotal / ʔ / ocorre apenas em final de palavras. Os aproximantes / l / e / r / não são encontrados no início de de palavras nos exemplos de Lokoya do línguista Vossen, e as semi vogais / wː / e / jː / só são encontradas no meio de palavras.

### Vogais
De acordo com Vossen, Lokoya tem dois conjuntos de cinco “esses” (s), que se distinguem pela característica fonológica chamada “Advanced Tongue Root” ([ATR]). Esses são listados na tabela abaixo.
.
No entanto, Vossen observa que não foram utilizados símbolos [+ATR] /a/ e [-ATR] /a/ "como eles não podem ser distinguidos foneticamente".
Vossen não encontra exemplos de comprimento de vogais sendo contrastivo em Lokoya. Ele observa que a harmonia das vogais desempenha um papel importante, mas não descreve o processo.

### Tons
Vossen observa que há quatro tons em Lokoya: Alto, Baixo, Médio, Alto-reduzindo, que parecem ser usados para ambos os contrastes léxicos e gramaticais
|              | Frontal | Frontal | Posterior | Posterior |
| [+ATR]       | [-ATR]  | [+ATR]  | [-ATR]    |           |
| ------------ | ------- | ------- | --------- | --------- |
| Fechada      | i       | ɪ       | u         | ʊ         |
| Meio-fechada | e       |         | o         |           |
| Meio aberta  |         | ɛ       |           | ɔ         |
| Aberta       |         |         | a         | a         |

## Gramática
Ordem de palavras em Lokoya é geralmente Verbo-Sujeito-Objeto, como é típico para a maioria das línguas Nilóticas orientais.
Vossen afirma que, para todas as línguas não-Bari, incluindo Lokoya, os verbos se dividem em duas classes morfológicas, convencionalmente chamadas de Classe 1 e Classe 2. Em Lokoya, os verbos de Classe 2 têm uma raiz com uma vogal medial inicial / e / ou / ɛ- /. As raízes verbais da Classe 1 têm uma vogal aberta inicial / a- /. Uma série de possíveis afixos verbais foram observados, mas suas funções não foram determinadas.
A marcação de número em substantivos parece ser extremamente irregular. Uma variedade de sufixos são usados para indicar singular, singulativo e plural.
Como outras línguas do grupo Lotuko, Lokoya tem dois gêneros gramaticais, masculino e feminino
.

## Vocabulário
Exemplos conforme Vossen (1982)
| Português | Lokoya  |
| --------- | ------- |
| Sol       | ɔɣɔ́lɔ̀ŋ  |
| Lua       | ɔ̀jɛ́và   |
| Montanha  | ɔ́ɗɔ́ŋɛ́   |
| Rio       | ɔwɔ́r    |
| Boca      | akʊ́tʊ́k  |
| Mão       | aɣɛ́náŋ  |
| Árvore    | ójándɪ́k |
| Relva     | ɔmjáŋ   |
| Água      | aɣare   |
| Fogo      | akɪ́màŋ  |
| Animal    | ɪ́càŋ    |
| Ave       | aɣweɲí  |
| Cobra     | amúnú   |